# Ginny Durrin
Ginny Durrin (* 20. Jahrhundert) ist eine US-amerikanische Produzentin und Regisseurin auf dem Gebiet des Dokumentarfilms.
Durrin gründete Mitte der 1970er Jahre mit Durrin Productions, Inc. ihre eigene in Washington, D.C. ansässige Produktionsfirma, deren Präsidentin sie seither ist. Ihre Produktionen sind international ausgerichtet und werden insbesondere vom Public Broadcasting Service ausgestrahlt. Ihre Themen sind sozial ausgerichtet und umfassen Armut, Krieg und Arbeitsverhältnisse. 1979 war sie Mitbegründerin des Washingtoner Ablegers des Netzwerkes Women in Film and Video. Vor ihrer Tätigkeit im Film war sie Freiwillige des Friedenscorps.
Bei der Oscarverleihung 1989 war sie für Promises to Keep für den Oscar in der Kategorie Bester Dokumentarfilm nominiert.